# Mistrovství světa v zápasu ve volném stylu 1996
Mistrovství světa v zápasu ve volném stylu 1996 se uskutečnilo v Sofii, Bulharsko.  

## Výsledky

### Volný styl ženy
| Kategorie | Zlato               | Stříbro             | Bronz            |
| --------- | ------------------- | ------------------- | ---------------- |
| 44 kg     | Zhong Xiue          | Almuth Leitgeb      | Shoko Yoshimura  |
| 47 kg     | Tricia Saunders     | Angélique Berthenet | Miho Adachi      |
| 50 kg     | Olga Smirnova       | Yoshiko Endo        | Ida Hellström    |
| 53 kg     | Anna Gomis          | Jennifer Ryz        | Ryoko Sakae      |
| 57 kg     | Sara Eriksson       | Jackie Berube       | Lene Aanes       |
| 61 kg     | Mikiko Miyazaki     | Natalia Ivanova     | Stéphanie Groß   |
| 65 kg     | Yayoi Urano         | Doris Blind         | Elmira Kurbanova |
| 70 kg     | Christine Nordhagen | Galina Ivanova      | Lise Golliot     |
| 75 kg     | Liu Dongfeng        | Kristie Stenglein   | Sha Ling-li      |

## Týmové hodnocení
| Pořadí | Ženy volný styl  | Ženy volný styl |
| Pořadí | Tým              | Body            |
| ------ | ---------------- | --------------- |
| 1      | Japonsko         | 68              |
| 2      | Rusko            | 63              |
| 3      | USA              | 48              |
| 4      | Francie          | 41              |
| 5      | Kanada           | 39              |
| 6      | Čína             | 32              |
| 7      | Bulharsko        | 29              |
| 8      | Čínská Tchaj-pej | 29              |
| 9      | Německo          | 25              |
| 10     | Švédsko          | 23              |